# عبد الباري أبو الخير
عبد الباري أبو الخير مخرج وممثل سوري، تخرج من المعهد العالي للفنون المسرحية بدمشق عام 1994. عمل مساعداً للمخرج سامي جنادي في بعض مسلسلاته، وعمل مساعداً للمخرج حاتم علي في بعض مسلسلاته مثل صقر قريش وربيع قرطبة وملوك الطوائف . أخرج للتلفزيون مسلسل الحسن و الحسين ، ومسلسل الإمام، والعديد من المسلسلات الأخرى.